# Meistriliiga (lední hokej)
Meistriliiga je nejvyšší plně profesionální ligou ledního hokeje v Estonsku. Vznikla v roce 1934. Po připojení Estonska k SSSR v roce 1940 plnila roli oblastní ligy. Po rozpadu SSSR v roce 1991 se stala opět nejvyšší ligou suverénního státu. Momentálně hraje ligu 7 týmů (2022).

## Systém soutěže
V základní části hraje každý tým s každým čtyři zápasy (tj. 24 zápasů). První 4 týmy postupují do semifinále a následně do finále, která se hrají na dvě vítězná utkání. Poražení v semifinále hrají jedno utkání o celkové třetí místo. V sezóně 2015/16 nastoupily do ligy pouze 3 týmy, tak byla odehrána pouze základní část soutěže a její vítěz se stal celkovým vítězem ligy. 

## Týmy
Týmy, které hrájí ligu v sezóně 2022/2023
| Tým               | Město        | Stadion                     | Kapacita |
| ----------------- | ------------ | --------------------------- | -------- |
| HC Panter Tallinn | Tallinn      | Škoda Ice Arena             | 500      |
| Narva PSK         | Narva        | Narva Ice Hall              | 1 300    |
| HC Everest        | Kohtla-Järve | Kohtla-Järve Ice Hall       | 700      |
| Tartu Välk 494    | Tartu        | Tartu Lounakeskuse Ice Hall | 600      |
| Viru Sputnik      | Kohtla-Järve | Kohtla-Järve Ice Hall       | 700      |
| HK Kurbads        | Riga         | Kurbads Ledus Halle         | 1500     |
| HS Riga           | Riga         | Hokeja halle Riga           | 400      |

## Předchozí vítězové
- 1934: Tallinna Kalev
- 1935: nehráno
- 1936: Tartu ASK
- 1937: Tallinna Kalev
- 1938: nehráno
- 1939: Tartu ASK
- 1940: Tallinna Sport
- 1941: nehráno
- 1942: nehráno
- 1943: nehráno
- 1944: nehráno
- 1945: nehráno
- 1946: Tallinna Dünamo
- 1947: Tartu Dünamo
- 1948: Tallinna Dünamo
- 1949: Tallinna Dünamo
- 1950: Tallinna LTM
- 1951: Tallinna LTM
- 1952: Tallinna Dünamo
- 1953: Tallinna Dünamo
- 1954: Tallinna Dünamo
- 1955: Tartu Dünamo
- 1956: Keemik (Kalev)
- 1957: Tartu Dünamo
- 1958: Tallinna Kalev
- 1959: Tallinna Kalev
- 1960: Tallinna Kalev
- 1961: Tallinna Kalev
- 1962: Tallinna Kalev
- 1963: Tallinna Ekskavaator

- 1964: Tallinna Taksopark
- 1965: Tallinna Tempo
- 1966: Tallinna Ekskavaator
- 1967: Narva PSK
- 1968: Tallinna Tempo
- 1969: Narva PSK
- 1970: HK Keemik
- 1971: Narva PSK
- 1972: HK Keemik
- 1973: Narva PSK
- 1974: HK Keemik
- 1975: Narva PSK
- 1976: HK Keemik
- 1977: HK Keemik
- 1978: Tallinna Talleks
- 1979: HK Keemik
- 1980: HK Keemik
- 1981: Tallinna Talleks
- 1982: Sillamäe Kalev
- 1983: HK Keemik
- 1984: HK Keemik
- 1985: HK Keemik
- 1986: Narva PSK
- 1987: HK Keemik
- 1988: Narva PSK
- 1989: HK Keemik
- 1990: Narva PSK
- 1991: Narva PSK
- 1992: Narva PSK
- 1993: Narva PSK

- 1994: Narva PSK
- 1995: Narva PSK
- 1996: Narva PSK
- 1997: Tartu Välk 494
- 1998: Narva PSK
- 1999: Tartu Välk 494
- 2000: Tartu Välk 494
- 2001: Narva PSK
- 2002: Tartu Välk 494
- 2003: Tartu Välk 494
- 2004: HC Panter
- 2005: HK Stars
- 2006: HK Stars
- 2007: HK Stars
- 2008: Tartu Välk 494
- 2009: HK Stars
- 2010: HK Viru Sputnik Kohtla-Järve
- 2011: Tartu Välk 494
- 2012: Tartu Välk 494
- 2013: Tallinn Viking Sport
- 2014: Tallinn Viking Sport
- 2015: Tartu Välk 494
- 2016: Narva PSK
- 2017: Narva PSK
- 2018: Tallinn Viking Sport
- 2019: Tartu Välk 494
- 2019/2020: bez vítěze
- 2021: Tartu Välk 494
- 2021/2022: Tartu Välk 494